# Красний Уралець
Кра́сний Ура́лець (рос. Красный Уралец) — село у складі Юргамиського району Курганської області, Росія. Адміністративний центр Красноуральської сільської ради.
Населення — 659 осіб (2010, 862 у 2002).